# Tetranychus chaeropus
Tetranychus chaeropus är en spindeldjursart som beskrevs av Meyer 1987. Tetranychus chaeropus ingår i släktet Tetranychus och familjen Tetranychidae. Inga underarter finns listade i Catalogue of Life.